# Grassac
Grassac (okzitanisch Graçac) ist ein Ort und eine Gemeinde mit 303 Einwohnern (Stand 1. Januar 2022) im westfranzösischen Département Charente in der Region Nouvelle-Aquitaine. Die Gemeinde besteht aus mehreren Weilern (hameaux) und Einzelgehöften.

## Lage
Der Ort Grassac liegt in der alten Kulturlandschaft des Angoumois, einem Teil der Charente, in einer Höhe von etwa 175 m ü. d. M. und ist etwa 26 km (Fahrtstrecke) in südöstlicher Richtung von der Stadt Angoulême entfernt.

## Bevölkerungsentwicklung
| Jahr      | 1800 | 1851 | 1901 | 1954 | 1999 | 2013 |
| Einwohner | 696  | 789  | 478  | 305  | 274  | 312  |

Der Bevölkerungsrückgang im ausgehenden 19. und in der ersten Hälfte des 20. Jahrhunderts ist in der Hauptsache auf den Verlust an Arbeitsplätzen infolge der Reblauskrise und der zunehmenden Mechanisierung der Landwirtschaft zurückzuführen.

## Wirtschaft
Lebten die Bewohner des Ortes jahrhundertelang als Selbstversorger von den Erträgen ihrer Felder und Gärten, so wurde im ausgehenden Mittelalter und in der frühen Neuzeit der Weinbau vorangetrieben, der jedoch – nach der Reblauskrise im ausgehenden 19. und beginnenden 20. Jahrhundert – nahezu eingestellt wurde. Eine nicht unbedeutende Rolle für das Wirtschaftsleben der Gemeinde spielt auch der Tourismus in Form der Vermietung von Ferienwohnungen (gîtes).

## Geschichte
Seit dem Jahr 1197 lag die Grundherrschaft (seigneurie) über Grassac lange Zeit bei der Abtei Bourgueil an der Loire, die es jedoch in die Obhut eines von ihr abhängigen Priorats in Angoulême verwalten ließ. Im Jahr 1529 gliederte Papst Clemens VII. den Ort und seine Pfarrei der Abtei Saint-Ausone in Angoulême an. Mangels erhaltener Aufzeichnungen ist über Zerstörungen während des Hundertjährigen Krieges (1337–1453) und der Hugenottenkriege (1562–1598) nur wenig bekannt.

## Sehenswürdigkeiten

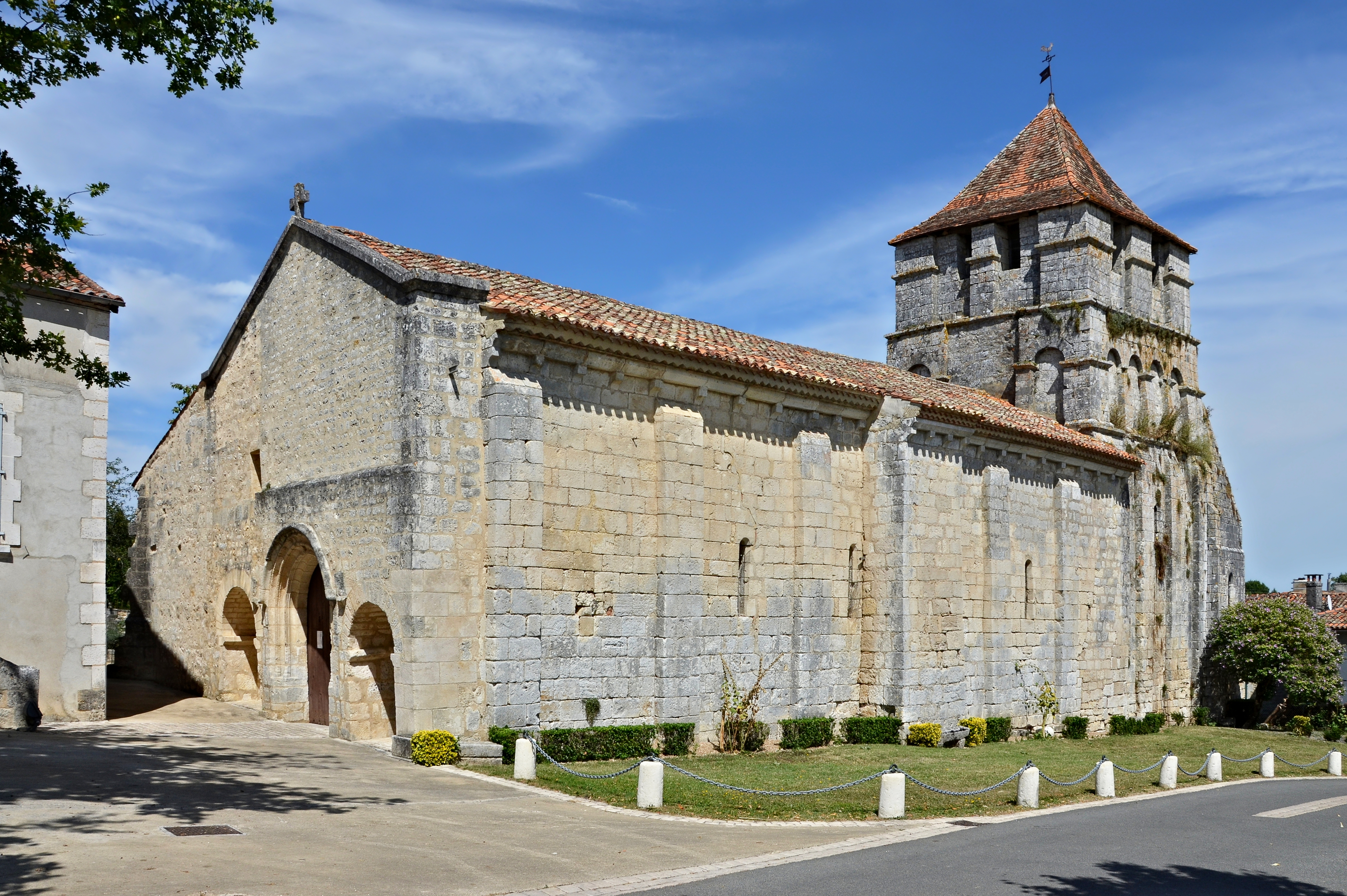
Kirche Saint-Jean-Baptiste

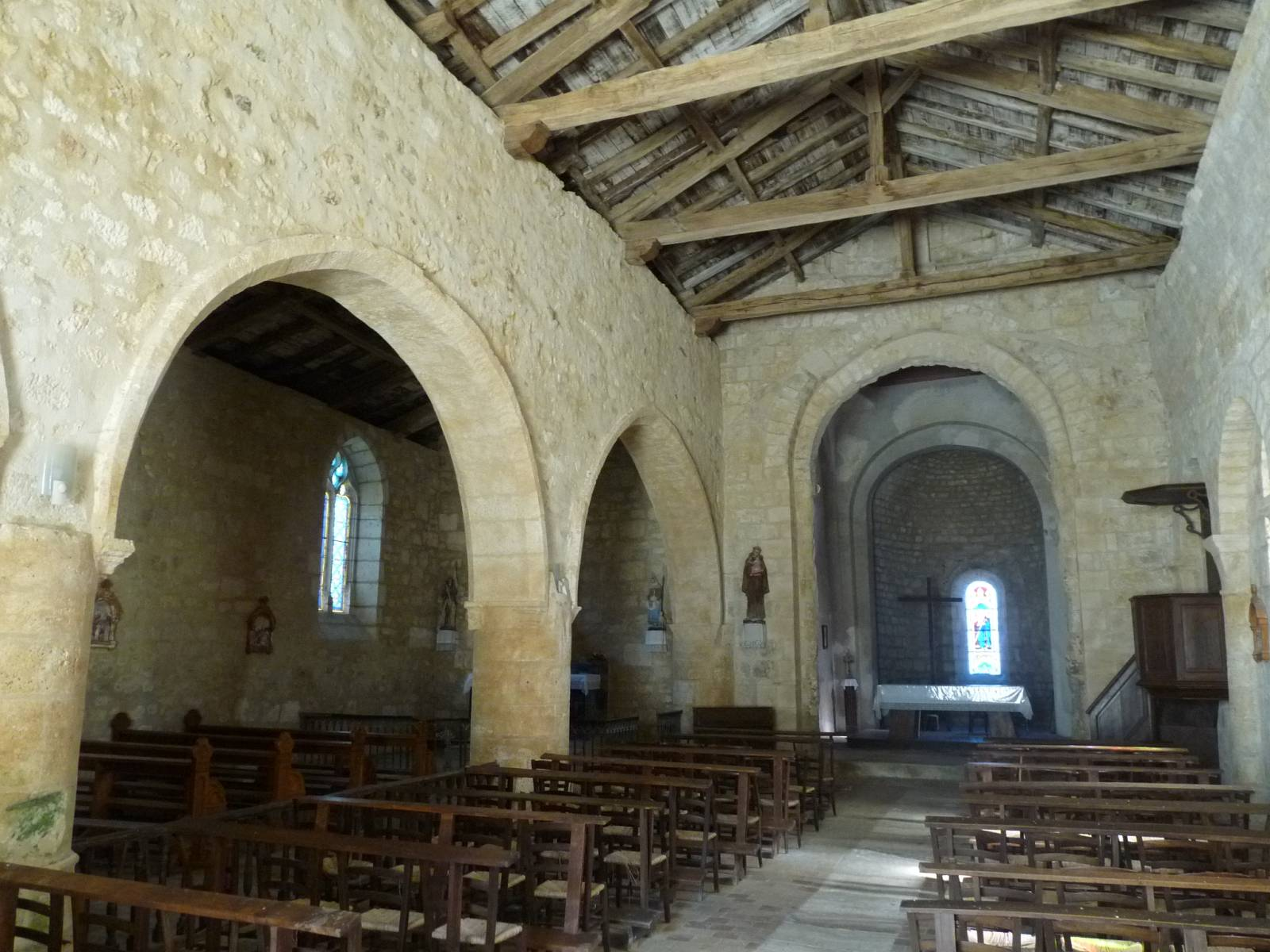
Église Saint-Jean-Baptiste, Schiffe mit Mittelarkade

- Mit Ausnahme der aus Bruchsteinen errichteten Fassade, die ein ursprüngliches Triumphbogenschema zeigt, welches wohl noch dem späten 11. Jahrhundert zuzuordnen ist, entstand die aus exakt behauenen Steinen errichtete Pfarrkirche Saint-Jean-Baptiste in der ersten Hälfte des 12. Jahrhunderts. Nach Zerstörungen in den Religionskriegen des 16. Jahrhunderts erhielt sie beim Wiederaufbau ein zweites Schiff auf der Nordseite. Beide Kirchenschiffe sind von einer Mittelarkade getrennt und von einem offenen Dachstuhl mit Zugankerbalken überspannt. Die Decke des Vierungsjochs hat in der Mitte ein Loch, um mit Hilfe von Seilen die Glocke(n) läuten zu können. Die Apsis hat die übliche Kalottenwölbung, ist aber ansonsten völlig schmucklos und ungegliedert. Der insgesamt eher schlichte ländliche Kirchenbau ist seit dem Jahr 1993 als Monument historique anerkannt.[2]

außerhalb

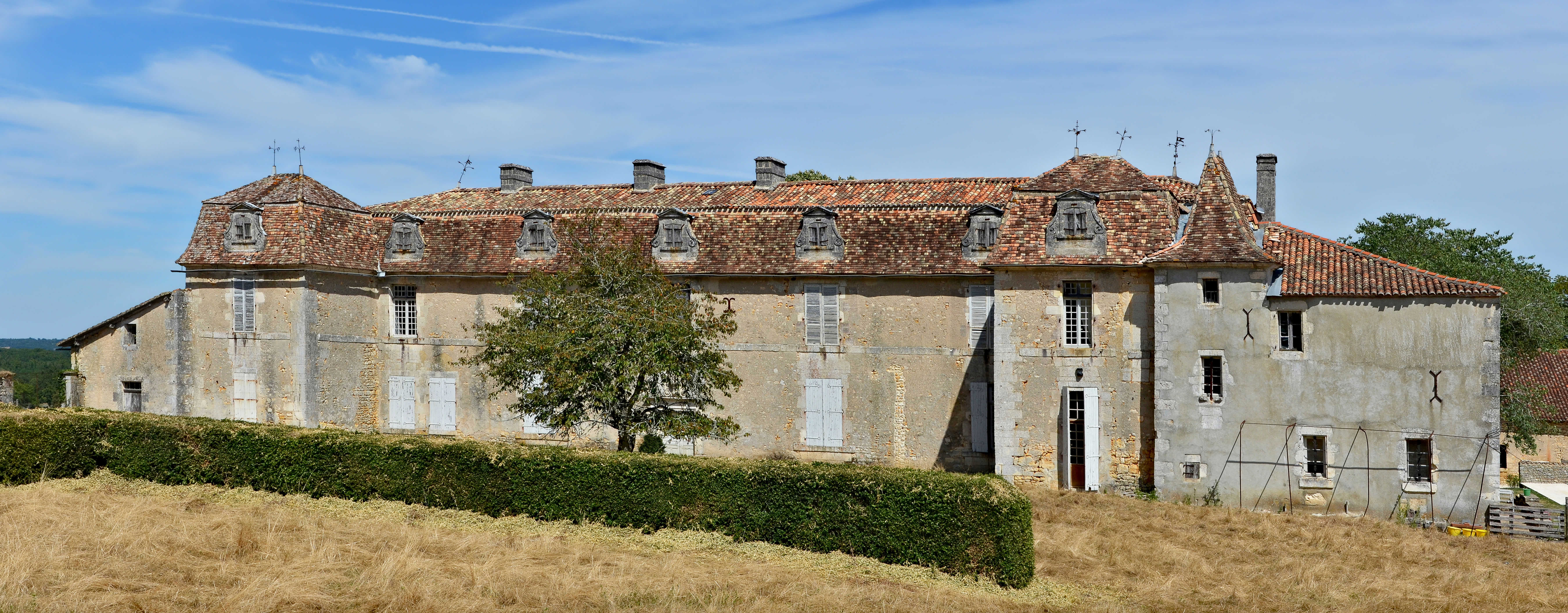
Logis de la Bréchinie

- Das zweigeschossige und mit einem Mansarddach mit Lukarnenfenstern versehene Logis de la Bréchinie befindet sich circa eineinhalb Kilometer südöstlich des Ortes (45° 34′ 29″ N, 0° 24′ 58″ O). Es war der ehemalige Sitz eines vom Château de Marthon abhängigen Grundherrn. Einige Teile des Baukomplexes mit Scheune und Taubenhaus (pigeonnier) stammen noch aus dem 16. Jahrhundert, doch wird der heutige äußere Eindruck bestimmt durch Erweiterungen und Anbauten des frühen 18. Jahrhunderts. Im Innern wurde der Hauptbau (corps de logis) im 19. Jahrhundert dem Geschmack der Zeit angepasst. Der renovierungsbedürftige ländliche Schlossbau befindet sich in Privatbesitz und ist ebenfalls seit dem Jahr 1993 als Monument historique anerkannt.[3]
- Die Ruinen des Château d’Horte befinden sich etwa 1 km nordwestlich des heutigen Ortes.
- Die in den 1990er-Jahren erbaute russisch-orthodoxe Kirche von Doumérac steht im gleichnamigen Weiler.